# Haldensleben
Haldensleben är en stad i det tyska förbundslandet Sachsen-Anhalt och huvudort i distriktet Börde.
Staden ligger i en region där ett slättland med näringsrik jord (Magdeburger Börde), ett hedområde och Elbeflodens dalgång gränsar till varandra. Mittellandkanalen korsar staden och här finns även en hamn.
Haldensleben nämns år 966 för första gången i en urkund. Stadens kärna är från Medeltiden och begränsas av en ringmur som är nästan helt bevarad. I staden står dessutom Europas enda kända statyn av en ridande Roland. Stadens rådhus uppfördes enligt den klassicistiska stilen. I Haldenslebens södra del finns ett slott (Hundisburg) från barocktiden.
Haldensleben består av tre Stadtteile: Haldensleben I (tidigare Neuhaldensleben), Haldensleben II (eller Althaldensleben) och Haldensleben III.